# Liste der denkmalgeschützten Objekte in Krems-Egelsee
Die Liste der denkmalgeschützten Objekte in Krems-Egelsee enthält die 4 denkmalgeschützten unbeweglichen Objekte der Katastralgemeinde Egelsee in der Statutarstadt Krems an der Donau in Niederösterreich.

## Denkmäler
| Foto |                 | Denkmal                                                                     | Standort                                           | Beschreibung | Metadaten |
| ---- | --------------- | --------------------------------------------------------------------------- | -------------------------------------------------- | --- | --- |
| ja   | Datei hochladen | Brüenauer Kreuz HERIS-ID: 64777 Objekt-ID: 77534                            | südlich Braunsdorferstraße 29 Standort KG: Egelsee | Franz Brüenauer aus Stain hat dieses Kreuz 1704 errichten lassen. Inschrift: Franz Brüenauer bürgerl. veßziechermaister zu Stain und Elisabetha dessen Ehewürthin haben diße Erensäulen aufrichten laßen. A D 1704. Der Bildstock trägt auch die Namen Deißenbergerkreuz und Brückhner Kreuz bzw. Brückner Kreuz. | BDA-Hist.: Q38108139 Status: Bescheid Stand der BDA-Liste: 2025-06-30 Name: Brüenauer Kreuz GstNr.: 1310                                                   |
| ja   | Datei hochladen | Kath. Pfarrkirche hll. Johannes und Paulus HERIS-ID: 49626 Objekt-ID: 53545 | neben Sandlstraße 2 Standort KG: Egelsee           | Die Pfarrkirche hll. Johannes und Paulus ist ein spätgotischer Saalbau, 1906 verändert, mit barockisiertem Langhaus und Westturm. Das Langhaus wird von abgetreppten Strebepfeilern gestützt. Die zwei- und dreibahnigen Maßwerkfenster des eingezogenen Chores wurden 1906 erneuert. Der dreigeschoßige Westturm hat ein Schulterbogenportal und spitzbogige Schallfenster von 1906, wurde im frühen 20. Jahrhundert erbaut und verfügt wahrscheinlich über eine Baukern des späten Mittelalters. Der Chor wird von flachen, pilasterartigen Strebepfeilern gestützt. Eine kleine Inschriftenplatte an der Kirche ist mit 1760 bezeichnet. | BDA-Hist.: Q38035090 Status: § 2a Stand der BDA-Liste: 2025-06-30 Name: Kath. Pfarrkirche hll. Johannes und Paulus GstNr.: .22 Pfarrkirche Egelsee (Krems) |
| ja   | Datei hochladen | Wohn- und Kanzleitrakt des Pfarrhofes HERIS-ID: 64778 Objekt-ID: 77535      | Sandlstraße 2 Standort KG: Egelsee                 | Der Pfarrhof von Egelsee wurde im frühen 19. Jahrhundert errichtet und später stark umgebaut. | BDA-Hist.: Q38108149 Status: Bescheid Stand der BDA-Liste: 2025-06-30 Name: Wohn- und Kanzleitrakt des Pfarrhofes GstNr.: .21                              |
| ja   | Datei hochladen | Aussichtswarte, Donauwarte HERIS-ID: 12941 Objekt-ID: 9103                  | Standort KG: Egelsee                               | Die Warte wurde vom Österreichischen Touristenklub, Sektion Krems-Und-Stein, erbaut und am 6. Juli 1884 feierlich eingeweiht. Trotz mehrerer Renovierungen musste die Warte Mitte der 1980er Jahre wegen Baufälligkeit gesperrt werden. 1989 wurde durch den Österreichischen Touristenklub eine Generalrenovierung in die Wege geleitet, die von der Höheren Technischen Lehranstalt Krems ausgeführt wurde. Die feierliche Wiedereröffnung fand am 15. Oktober 1989 statt. | BDA-Hist.: Q1241034 Status: Bescheid Stand der BDA-Liste: 2025-06-30 Name: Aussichtswarte, Donauwarte GstNr.: 1138 Donauwarte Krems                        |